# The Corbett-Fitzsimmons Fight
Pour plus de détails, voir Fiche technique et Distribution.
The Corbett-Fitzsimmons Fight est un film documentaire américain relatant le combat des boxeurs James J. Corbett et Bob Fitzsimmons,  organisé le 17 mars 1897 à Carson City, au Nevada, pour remettre en cause le titre de champion du monde des poids lourds, détenu par Corbett. C’est aussi le premier film de long métrage de l'histoire du cinéma, totalisant à l’origine une centaine de minutes, soit l’intégralité des 14 rounds qui aboutissent au knockout de Corbett par uppercut au plexus. 
Pour cette performance cinématographique, il est fait appel à une technologie mise au point par le premier réalisateur du cinéma, William Kennedy Laurie Dickson et Eugene Lauste, et la fabrication de caméras spéciales utilisant un procédé original, le Vériscope, créé par le réalisateur du film, Enoch J. Rector.
Il ne reste aujourd’hui que des extraits de ce film.

## Synopsis

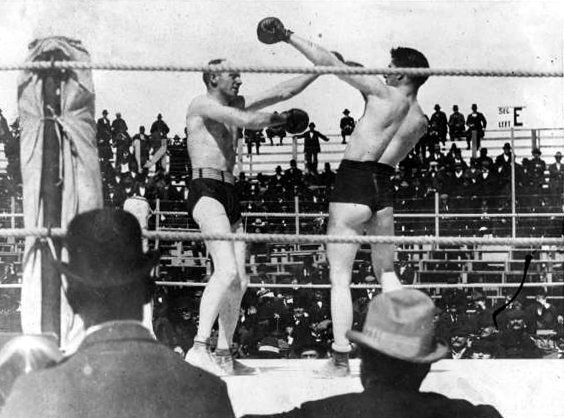
Bob Fitzsimmons, à gauche, et James J. Corbett, à droite, le 17 mars 1897.

Le film comprend l’entrée sur le ring des combattants et leur présentation par les entraîneurs, puis les 14 reprises. À la sixième reprise, Fitzsimmons s’écroule et l’arbitre décompte. Mais le boxeur se relève et reprend le combat. À la quatorzième reprise, Corbett montre une fatigue que ne partage pas son adversaire, qui le terrasse d’un violent coup à la poitrine. Le souffle coupé, Corbett s’effondre en dehors du champ de la caméra et abandonne. Tous ces détails nous sont parvenus, le film ayant été au long des années mutilé et écourté, par les comptes rendus télégraphiés au fur et à mesure du combat par les premiers commentateurs sportifs et retranscrits dans les journaux. À New York, le club athlétique de la ville organise même une reconstitution simultanée du combat par d’ex-champions, professeurs émérites de boxe.
Le succès du film provoque par la suite d’autres tournages de « championnats de boxe », véritables combats ou joués par des boxeurs d’occasion dans des configurations parfois arrangés d’avance.

## Fiche technique
- Titre original : The Corbett-Fitzsimmons Fight
- Réalisation : Enoch J. Rector
- Production : Veriscope Company
- Pays :  États-Unis
- Format : 63 mm à 5 perforations de part et d’autre de chaque photogramme, noir et blanc, muet, écran large au ratio approximatif de 1.66:1.
- Durée : 1 heure 40 environ
- Date de sortie : 22 mai 1897 à New York

## Circonstances et production
Le film produit en 1894 par Thomas Edison, Corbett and Courtney Before the Kinetograph, réalisé par William Kennedy Laurie Dickson dans le premier studio de cinéma, le Black Maria, rencontre un grand succès public dans les Kinetoscope Parlors et incite d’autres productions à organiser des combats de boxe et de les filmer. Elles se heurtent à l’opposition des sectes fondamentalistes religieuses qui dénoncent cette apologie de la violence. Les opposants disposent du temps nécessaire pour faire intervenir la police et interdire la rencontre. On compte même quelques arrestations.
Le réalisateur Enoch J. Rector demande alors en 1895 à un spécialiste de l’organisation de combats de boxe, Dan Stuart, de monter une rencontre Corbett-Fiztsimmons qu’ils situent originellement au Texas. Mais entre-temps, les lois de cet état changent et toute démonstration de pugilat est interdite. Stuart est habile; il arrive à convaincre les autorités du Nevada d’accepter un combat qui ne manquerait pas de soutenir l’économie locale, malgré les admonestations de la First Methodist Church : « Corbett est surnommé le gentleman, pourtant il s’est conduit comme une bête féroce lors de son dernier combat. » Et c’est Carson City (Michigan) qui est choisie comme lieu de la manifestation. La date du 17 mars 1897 est retenue. La discussion des contrats est âpre. Corbett, en tant que champion, obtient 10 000 $ cash. On ignore aujourd’hui combien a obtenu Fitzsimmons. Leurs contrats prévoient pour chacun 15 % des recettes sur l’exploitation du film. 

## Le support technique
Le Vériscope utilisé pour la prise de vues innove en matière de pellicule avec un format original de
63 mm de large, tiré du support souple 70 mm commercialisé par George Eastman (le créateur de Kodak), doté de 5 perforations de part et d’autre de chaque photogramme. Les images sont très allongées, au ratio de 1.66:1, alors qu’à l’époque le ratio des films de l'Edison Studios aussi bien que celui de la Société Lumière est de 1.33:1. L’équipe a choisi ce moyen pour mieux adapter le cadre au ring de boxe vu de profil. 
Grâce à l’invention de la boucle de Latham que W. K. L. Dickson et Eugene Lauste ont apportée à la société de Woodville Latham, d’où l’appellation boucle de Latham, les caméras vont pouvoir être chargées avec 300 mètres de pellicule, soit quelque 14 minutes de prise de vues en continu (à 16 images par seconde). Rappelons qu’à l’époque les différentes caméras, Edison ou Lumière, et autres, ne peuvent pas accepter plus de 20 mètres de pellicule, n’ayant pas adopté cette fameuse et pourtant simple boucle de Latham, dorénavant sous copyright. Enoch J. Rector met en batterie trois caméras, l’une à côté de l’autre, filmant dans la même direction selon le même cadrage. Pendant le combat, chacune des caméras est successivement mise en route. Quand la première caméra a épuisé son chargeur et que tourne la deuxième, les servants rechargent la première. Et ainsi de suite. Chacune des caméras est rechargée autant de fois que nécessaire pour filmer l’intégralité du combat. 
Bien entendu, il faut aussi construire des appareils de projection acceptant ce format. La première projection publique se tient le 22 mai 1897, à l’Académie de Musique de New York, promue par la presse locale, notamment le New York  World qui affiche deux pages dessinées du combat d’après les photogrammes du film.